# Kosznovszky Márk
Kosznovszky Márk (Budapest, 2002. április 17. –) utánpótlás-válogatott labdarúgó, a Portsmouth középpályása.

## Pályafutása

### Klubcsapatokban
Pályafutását Budakalászon kezdte, onnan a Dalnoki Akadémiára, majd az MTK akadémiájára került. 2019-ben az olasz Parma utánpótlás csapatában folytatta pályafutását.
2021-ben a Parma kiesett az olasz élvonalból, de az utolsó bajnoki mérkőzésen a Sampdoria ellen bemutatkozhatott a felnőtt csapatban.
2021 nyarán hazaigazolt nevelőegyesületéhez, az MTK Budapesthez. A kék-fehérek felnőtt csapatában 2021 szeptemberében, a Sényő elleni Magyar kupa-mérkőzésen mutatkozott be, és gólt is szerzett az MTK továbbjutását eredményező találkozón.
2025. július 25-én hároméves szerződést kötött a Portsmouth csapatával.

### A válogatottban
2017 szeptemberében Preisinger Sándor meghívta az U16-os válogatott keretébe, ahol háromszor is pályára lépett. 2019-ben meghívót kapott az U17-es válogatott keretébe, és szerept kapott a korosztályos Európa-, illetve világbajnokságon is.